# Dráp
Dráp (spár, také pařát) je ze stran zploštělá zrohovatělá ploténka, která tvoří toulec okolo posledního článku prstu většiny savců, ptáků i některých plazů. Je to struktura analogická paznehtům a kopytům velkých býložravců a plochým nehtům primátů včetně člověka. Jedná se nicméně o původní strukturu, ostatní jsou od ní evolučně odvozené.
Dráp je tvořen zrohovatělou destičkou, která přesahuje kostní podklad posledního článku prstu - drápové kosti. Ploténka je tvořena mrtvými, zrohovatělými buňkami stratum corneum rohovatějící pokožky a její hlavní stavební součástí je bílkovina keratin. Dráp samotný je tvořený rohovou stěnou sestávající ze třech vrstev rohoviny, která tvoří boční plochy drápu a jeho hrot - eponychium je měkká horní vrstva, analogická polevě koňského kopyta, mesonychium je střední vrstva rourkaté rohoviny, která vyrůstá ze škáry v lůžku drápu a tvoří většinu jeho hmoty, a hyponychium dorsale je vrstva rohoviny tvořená škárou na horní straně drápové kosti, ležící v hloubce drápu.
Na bočních stranách drápu je vrstevnatě uspořádaná rohovina hyponychium laterale. Měkká rohovina, která vyrůstá ze škáry na konci drápové kosti, se nazývá terminální eponychium. Spodní plochu drápu pak tvoří rohovina rohového chodidla, která je rovněž drobivá a měkká.

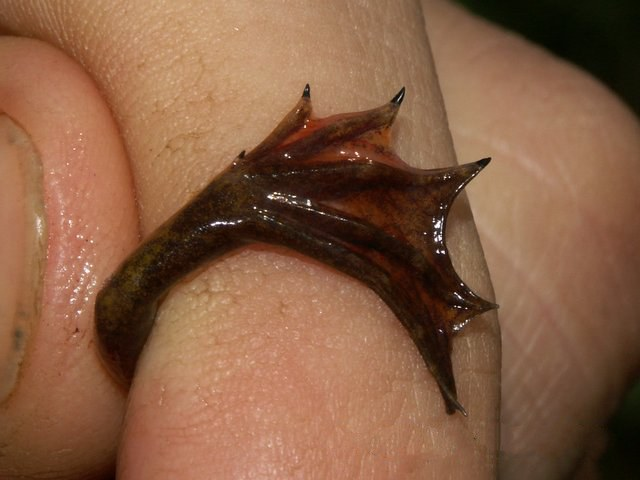
Drápky na pánevní končetině drápatky druhu Xenopus longipes
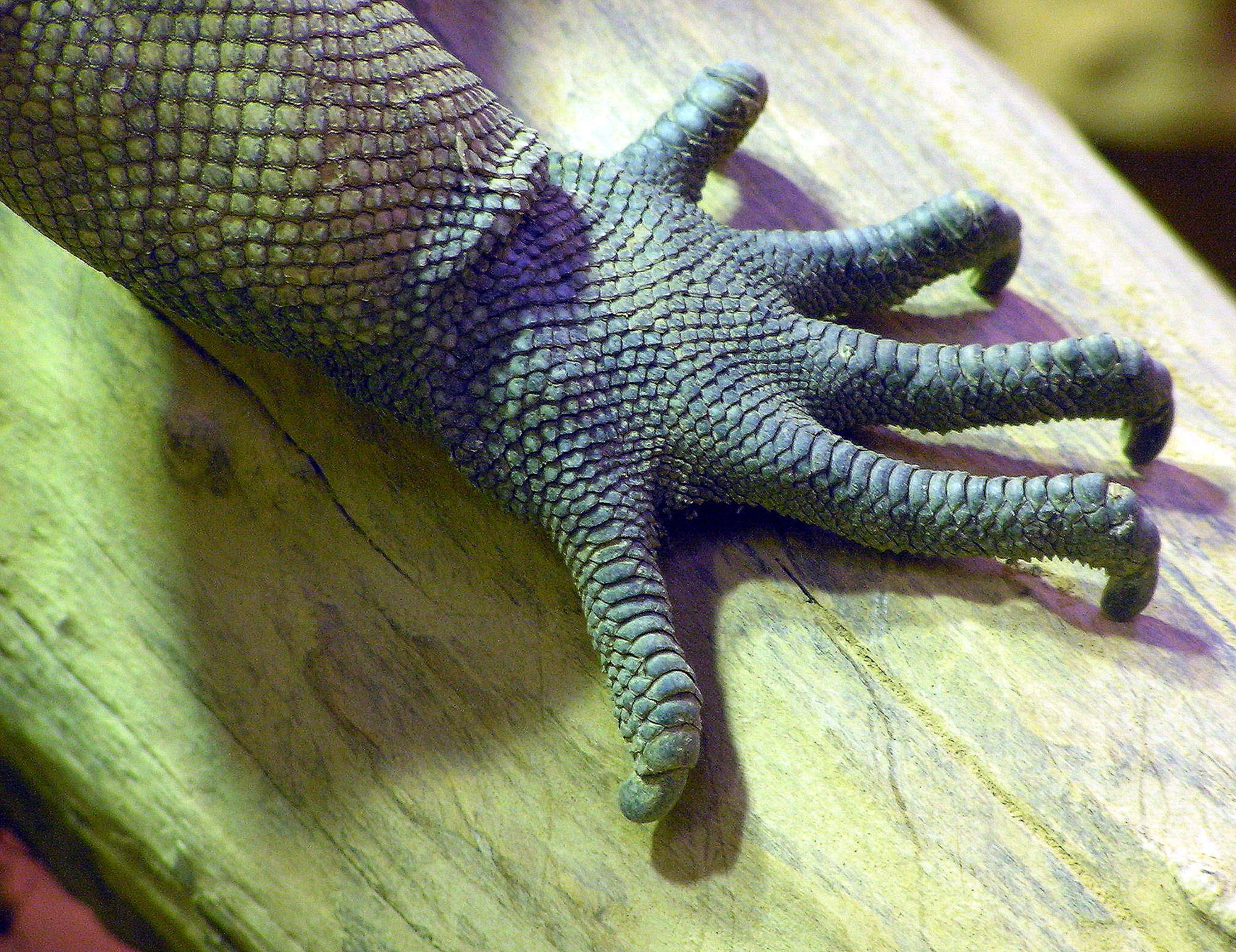
Drápy leguána nosorohého (Cyclura cornuta)
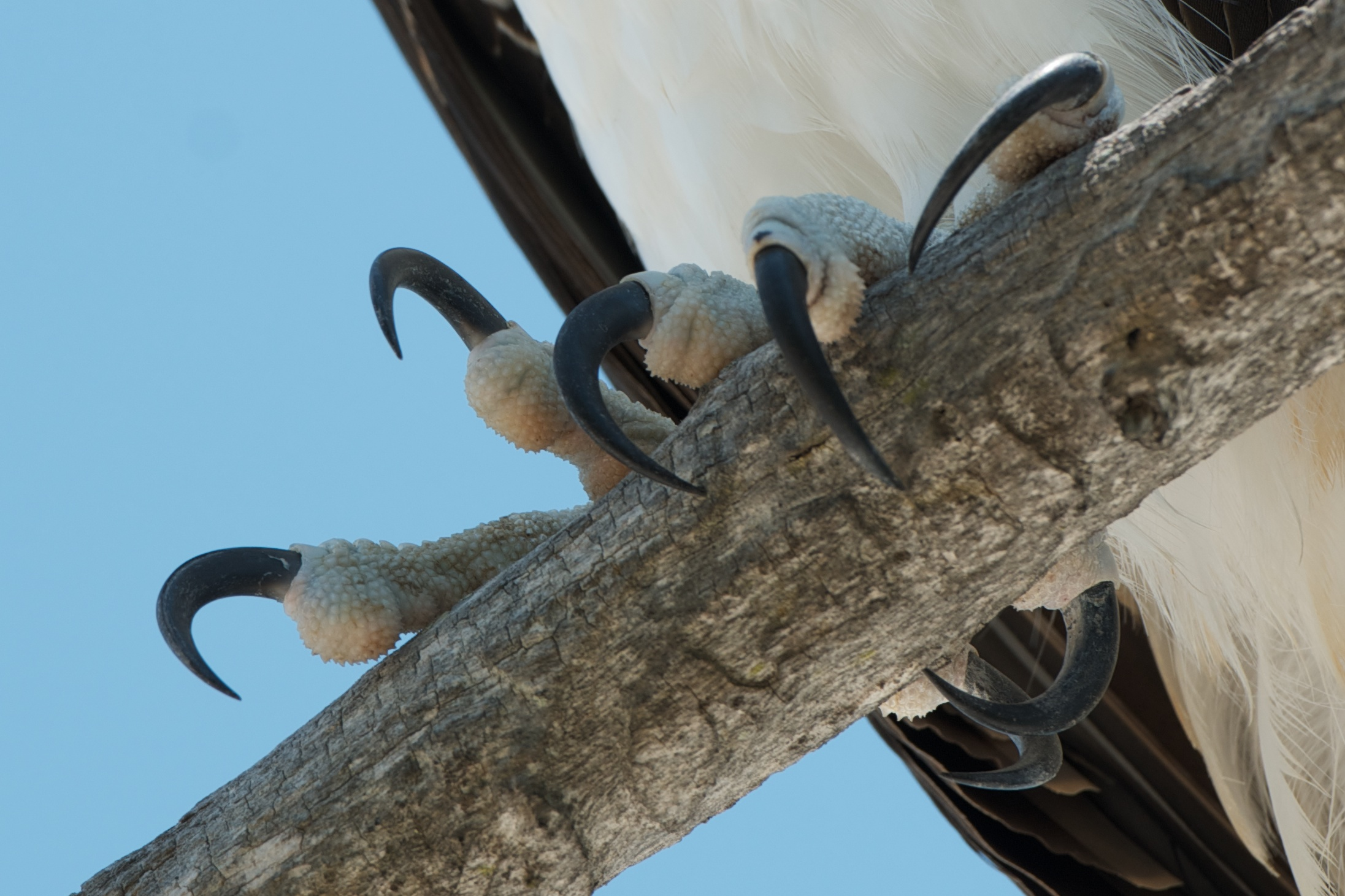
drápy orlovce říčního (Pandion haliaetus)
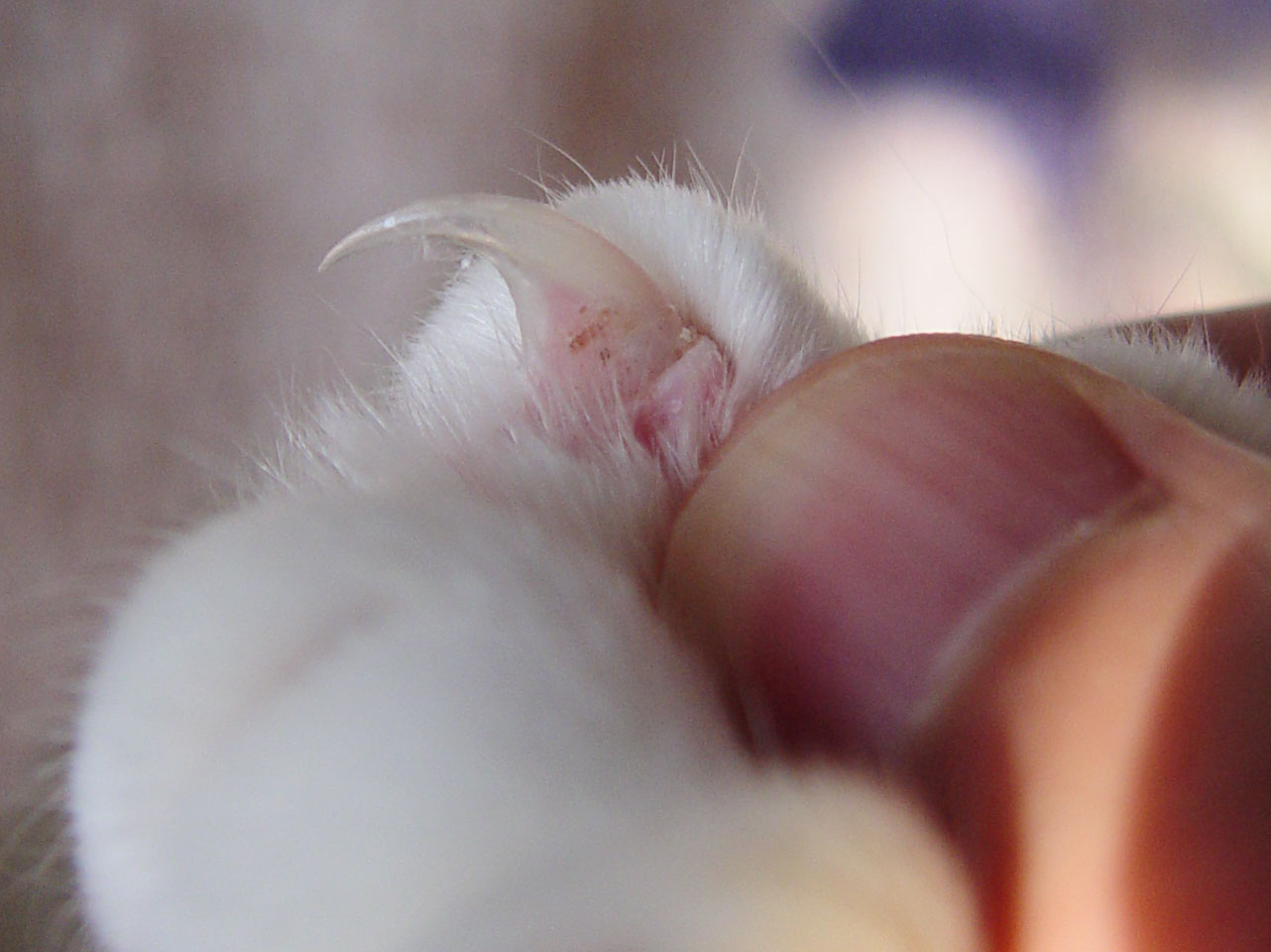
dráp kočky domácí (Felis domesticus)
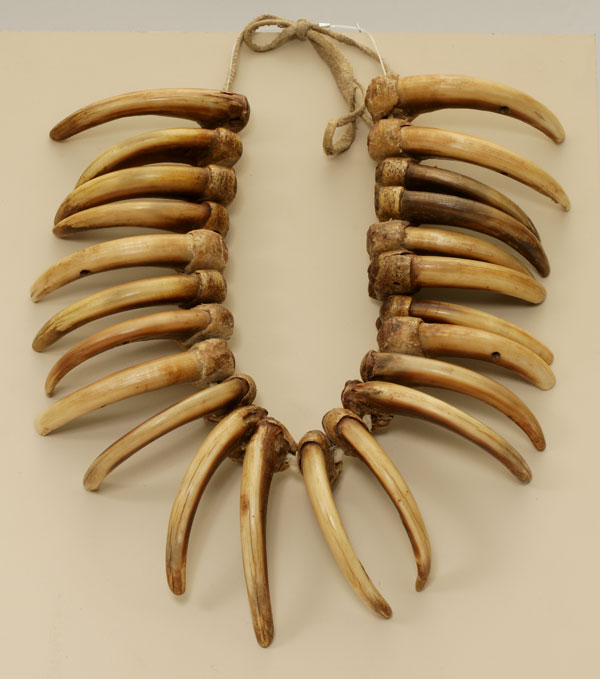
náhrdelník z drápů medvěda

## Drápy domácích mazlíčků
Péče o drápy některých domácích mazlíčků je nezbytná. U kočky to nehrozí, ta má drápy zatahovací a pečuje si o ně sama. Stříhání drápů se osvědčilo u doma chovaných leguánů. Nutné je také často u psů. Pro péči o drápy domácích mazlíčků jsou dostupné speciální kleštičky, které pomohou bezbolestně dráp zastřihnout. Zvířecí drápy slouží k obraně, získávání či přidržování potravy, u savců ke šplhání po stromech. Drápy zvířat mohou být zatahovací (kočkovité šelmy) a volné, které nelze zatahovat (psovité šelmy).